# كلود وثر
كلود وثر (بالإنجليزية: Claude Lowther)‏ هو سياسي بريطاني (وحمل سابقاً جنسية المملكة المتحدة لبريطانيا العظمى وأيرلندا)، ولد في 1870، وتوفي في 16 يونيو 1929. حزبياً، نشط في حزب المحافظين. في الانتخابات العمومية البريطانية 1900 ‏، انتخب عضو برلمان المملكة المتحدة الـ27 عن دائرة Eskdale (UK Parliament constituency) ‏ ( – 8 يناير 1906) وفي الانتخابات العمومية البريطانية في ديسمبر 1910 ‏، انتخب عضو برلمان المملكة المتحدة الـ30 عن دائرة Eskdale (UK Parliament constituency) ‏ (3 ديسمبر 1910 – 25 نوفمبر 1918) وفي الانتخابات العمومية البريطانية 1918 ‏، انتخب عضو برلمان المملكة المتحدة الـ31 عن دائرة Lonsdale (UK Parliament constituency) ‏ (14 ديسمبر 1918 – 26 أكتوبر 1922).